# Scott Brown (Fußballspieler)
Scott Brown (* 25. Juni 1985 in Dunfermline) ist ein ehemaliger schottischer Fußballspieler und aktueller -trainer.

## Karriere

### Als Spieler

#### Hibernian Edinburgh
Scott Brown begann seine Profikarriere in Edinburgh bei den Hibs, wie der Verein in Schottland genannt wird, und belegte mit der Mannschaft in seiner ersten Saison den siebten Rang in der Scottish Premier League. In der darauffolgenden Spielzeit platzierte sich Brown mit den Hibs auf Platz 8 und erreichte mit Hibernian das Finale des Scottish Cup, unterlag jedoch den Rangers. In der Saison 2004/05 konnte sich der Mittelfeldakteur im Stammkader der Hibs etablieren und erzielte einen Treffer in 20 Partien. Mit dem dritten Rang hinter Celtic und den Rangers gelang Edinburgh eine überzeugende Spielzeit. In den darauffolgenden zwei Jahren stieg Scott Brown zu einem der wichtigsten Spieler des Vereins auf, in der Saison 2006/07 gelangen ihm in 30 Partien fünf Tore. 

#### Celtic Glasgow
Mitte Mai 2007 wurde sein Transfer von Hibernian Edinburgh zu Celtic bekanntgegeben. Brown unterschrieb einen Fünfjahresvertrag bei den Celts und war mit der Ablösesumme von £ 4,4 Millionen Pfund (6,6 Mio. Euro) der teuerste Einkauf der Saison 2007/08 in Schottland. Gleichzeitig war er damit der teuerste Transfer, der jemals innerhalb Schottlands getätigt wurde.
Sein Debüt für Celtic gab er am 5. August 2007 beim 0:0 gegen FC Kilmarnock.
Insgesamt bestritt er für Celtic 407 Spiele und schoss 29 Tore.

#### FC Aberdeen
Im März 2021 wurde bekannt, dass er zur neuen Saison zum FC Aberdeen wechseln wird. Er unterschrieb einen 2-Jahres-Vertrag als Spielertrainer und wurde zeitgleich Co-Trainer von Trainer Stephen Glass. Im Februar 2022 wurde Glass in Aberdeen entlassen und Brown verließ den Verein ebenfalls.

#### Nationalmannschaft
Scott Brown debütierte für die schottische Fußballnationalmannschaft am 12. November 2005 im Freundschaftsspiel gegen die USA. Er wurde in der 73. Minuten für Nigel Quashie eingewechselt. Am 5. September 2006 erzielte er im WM-Qualifikationsspiel gegen Mazedonien seinen ersten Treffer für die Schotten. Im August 2016 erklärte Brown seinen Rücktritt aus der Nationalmannschaft. Zwei Monate später nahm er seinen Entschluss zurück. Er nahm an einigen Qualifikationsspielen zur Weltmeisterschaft 2018 teil und trat im Februar 2018 nach insgesamt 55 Länderspielen endgültig zurück. 

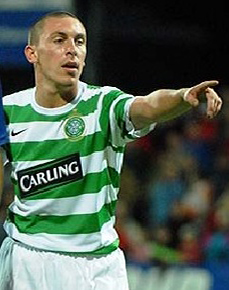
Scott Brown (2007)

### Als Trainer

#### Fleetwood Town
Im Mai 2022 wurde er als neuer Cheftrainer des englischen Drittligisten Fleetwood Town ernannt. Seine erste komplette Trainersaison beendete er auf Platz 13 der EFL League One. Im September 2023 wurde er nach schwachem Saisonstart entlassen.

#### Ayr United
Im Januar wurde er neuer Cheftrainer beim schottischen Erstligisten Ayr United.

## Erfolge
- Schottischer Meister (10): 2008, 2012, 2013, 2014, 2015, 2016, 2017, 2018, 2019, 2020
- Schottischer Pokalsieger (6): 2011, 2013, 2017, 2018, 2019, 2020
- Schottischer Ligapokal (6): 2009, 2015, 2017, 2018, 2019, 2020
- Schottlands Fußballer des Jahres (1): 2018